# Hvězdný destruktor
Hvězdný destruktor (anglicky Star Destroyer) je ve fiktivním světě Star Wars koncept hvězdné lodi používaný Galaktickým impériem. Je poháněn třemi velkými a čtyřmi malými iontovými motory. Má trojúhelníkovou koncepci a v zadní části má nad trup vystupující budovou velitelský můstek, na kterém jsou umístěny generátory energetického štítu.
Hvězdné destruktory rozlišujeme do několika tříd:
- hvězdný destruktor třídy Acclamator – tento typ není ještě plnohodnotný hvězdný destruktor, poněvadž používá jinou konstrukci motorů, mezi kterými je tlustá bariéra, která vypadá trochu jako směrové kormidlo u letadel. Je to typ, ze kterého pozdější destruktory vycházejí. Je méně vyzbrojen, poněvadž svou relativně malou velikostí patří mez fregaty. První výskyt ve filmu Star Wars: Epizoda II – Klony útočí.
- hvězdný destruktor třídy Venator – první forma hvězdných destruktorů, vyvinuty byly během klonových válek, kdy se Acclamatory, sloužící spíše pro přepravu pozemních vojsk než pro vesmírné bitvy, ukázaly jako nedostačující. První výskyt ve filmu Star Wars: Epizoda III – Pomsta Sithů.
- hvězdný destruktor třídy Victory – první plnohodnotný a zároveň nejmenší hvězdný destruktor (pokud se nezapočítává hvězdný destruktor třídy Interdictor) Jedná se o hojně používanou loď, ale nemá místo v hlavním imperiálním loďstvu, poněvadž imperiální velkomoffové ji přehlížejí kvůli malé velikosti. Objevily na samotném sklonku klonových válek, kdy stále za dominantní bitevní lodě Republikového loďstva byly Venatory, a do samotných klonových válek takřka nezasáhly, nicméně v nově zrozeném Galaktickém impériu brzy vytlačily již zastarávající Venatory. Tyto destruktory se ve filmové sérii vůbec nevyskytují, zato se nezřídka objevují v knižních rozšířeních světa Star Wars, kde tvoří nedílnou součást imperiální flotily (podle knižních příběhů byl vlajkovou lodí velkomoffa Tarkina destruktor této třídy). Původně se mělo jednat o ještě za Staré republiky sloužící předchůdce destruktorů třídy Imperial známých z klasické filmové trilogie, nicméně v této roli byly ve filmech nové trilogie představeny detruktory třídy Venator, čímž se z destruktorů třídy Victory stal mezistupeň mezi těmito dvěma filmovými destruktory.
- hvězdný destruktor třídy  Imperial – tento hvězdný destruktor je ze základní kategorie největší, měří něco o kolo 1600 metrů a proto tvoří páteř imperiální flotily. Je těžce vyzbrojen přibližně 120 bateriemi různých typů, nese značnou zásobu TIE Fighterů a TIE Bomberů a má silné štíty. První výskyt ve filmu Star Wars: Epizoda IV – Nová naděje.

- superhvězdný destruktor – jedná se o největší lodě v imperiální flotile. Jsou konstruovány až do délky 19000 metrů a nesená výzbroj může tvořit až 5000 baterií různých typů. Díky neuvěřitelným rozměrům sloužila tato loď většinou jako mateřská a přepravovala nejvyšší důstojníky Impéria. Nejznámější je Executor, vlajková loď Lorda Vadera. První výskyt ve filmu Star Wars: Epizoda V – Impérium vrací úder.